# Megaloprotachne
Megaloprotachne là một chi thực vật có hoa trong họ Hòa thảo (Poaceae).

## Loài
Chi Megaloprotachne gồm các loài: